# Период охлаждения
Период охлаждения — период, в течение которого потребитель может отказаться от покупки товара, вернуть товар продавцу и получить обратно уплаченные деньги. В некоторых случаях возможен также отказ от приобретения услуги. Примером может служить приобретение страхового полиса. В этом случае договор страхования расторгается, а страхователь лишается страховой защиты и получает страховую премию обратно.
Период охлаждения является широким понятием. Под это определение попадает, например, возможность возврата товара в течение 14 дней после покупки, которое предусмотрено российским законом о защите прав потребителей. Аналогичные нормы есть в праве Европейского Союза и других стран. Тем не менее в России термин «период охлаждения» обычно применяется именно к услугам добровольного страхования.
Период охлаждения рассматривается как достаточно эффективный инструмент с мисселингом (некорректными или необоснованно навязанными продажами страховых продуктов, в которых страхователь в реальности не заинтересован). Банк России стремится увеличивать нормативно установленный период охлаждения для тех видов страхования, в которых мисселинг встречается особенно часто, вызывая большое число жалоб страхователей.

## Описание
Период охлаждения можно описать в терминах поведенческой экономики. В экспериментах часто используется игра «Ультиматум», в которой один игрок предлагает другому поделить некоторую сумму. Второй игрок может согласиться на предложенный дележ, либо отказаться. В последнем случае никто ничего не получает. Теория игр предсказывает, что рациональный первый игрок должен забрать себе все, предложив второму минимум. Рациональный второй игрок должен согласиться, так как минимум больше нуля. Тем не менее эксперименты показывают, что первый игрок чаще предлагает деление примерно пополам. Если же дележ несправедлив (второму игроку предложено менее 20 % суммы), то последует отказ. В другом эксперименте было показано, что если у второго игрока есть возможность пересмотреть свое решение через 24 часа, то это может привести к меньшему числу отказов от дележа. Таким образом, предоставление возможности пересмотреть решение может вести к более рациональному выбору.

## Перечень ситуаций
Законодательство о защите прав потребителей может предоставлять возможность возврата товара или отказа от услуги в течение некоторого периода времени в случаях, если:
- товар не подошел по потребительским характеристикам;
- продавец не предоставил покупателю необходимую для осуществления выбора информацию (см. мисселинг).

Двухнедельный период установлен в законодательстве Европейского Союза и в российском законодательстве о защите прав потребителей. Законодательство может накладывать определенные ограничения на возврат отдельных групп товаров. Например, нельзя вернуть предметы личной гигиены, технически сложные товары и т.д.
В России термин «период охлаждения» обычно применяется к услугам добровольного страхования, включая:
- страхование жизни;
- страхование от несчастных случаев и болезней;
- страхование имущества;
- гражданская ответственность за причинение вреда;
- страхование транспорта (каско) и ответственности владельцев транспорта;
- добровольное медицинское страхование;
- страхование финансовых рисков.